# Giulio Melecchi
Giulio Melecchi (8 settembre 1924 – Lucca, 13 dicembre 1974) è stato un dirigente sportivo e calciatore italiano, di ruolo centrocampista.

## Carriera

### Giocatore
Nella stagione 1941-1942 gioca 19 partite nel campionato di Serie B con la Lucchese.
A fine campionato, dopo la retrocessione in Serie C dei rossoneri, viene ceduto al Pisa, con cui nella stagione 1942-1943 prende nuovamente parte al campionato di Serie B, nel quale gioca una partita. Resta in forza ai nerazzurri anche dopo la ripresa postbellica, disputando 15 partite nel campionato di Serie C 1945-1946.

### Dirigente
È stato presidente della Pallacanestro Lucca.